# 上乌石站
上乌石站是一个横南线上的铁路车站，位于江西省铅山县上乌石，建于1998年，目前为四等站，邮政编码为334515。目前客运：办理旅客乘降；不办理行李、包裹托运；不办理货运营业。